# SV Augsburg
Der SV Augsburg (kurz SVA) ist ein 1911 gegründeter Wassersportverein aus Augsburg, dessen Herrenmannschaft für Wasserball Gründungsmitglied der Deutschen Wasserball-Liga war.

## Geschichte
Der SV Augsburg wurde am 6. April 1911 von 22 Gründungsmitgliedern als Schwimmverein ins Leben gerufen. Zwölf Jahre später – 1923 – betrug die Mitgliederzahl schon 1500, ein historischer Höchststand, der seitdem nicht mehr erreicht wurde: Nach einem stetigen Rückgang der Mitgliederzahlen bis in die 1980er-Jahre hat sich die Zahl inzwischen bei etwa 630 Mitgliedern eingependelt.
Erfolgreich war vor allem die Wasserball-Herrenmannschaft des SV Augsburg, die 1969 Gründungsmitglied der Bundesliga (heute als Deutsche Wasserball-Liga bezeichnet) war und bis 1979 mit kurzen Unterbrechungen erstklassig spielte. Nach dem Abstieg verblieb das Team bis 1995 in der zweiten Bundesliga, ehe es freiwillig in die drittklassige Oberliga zurückgezogen wurde. Zwischenzeitlich besaß SV Augsburg keine Wasserballmannschaft im regulären Spielbetrieb mehr, stieg dann aber zur Saison 2013/2014 wieder in der Oberliga Bayern in das Geschehen ein.
Neben den Wasserballern brachte der SV Augsburg immer wieder erfolgreiche Schwimmer hervor, so wurde zum Beispiel Max Blank 1961 deutscher Meister über 200 m Schmetterlingsschwimmen.